# Extraña forma de vida
Extraña forma de vida (em inglês:  Strange Way of Life; bra: Estranha Forma de Vida) é um curta-metragem de drama de faroeste espanhol escrito e dirigido por Pedro Almodóvar . É estrelado por Ethan Hawke e Pedro Pascal . O filme marca o segundo esforço de Almodóvar em inglês, após The Human Voice (2020). Extraña forma de vida estreou no Festival de Cinema de Cannes de 2023 em 17 de maio de 2023.

## Sinopse
Após 25 anos, Silva cavalga pelo deserto para visitar seu amigo xerife Jake. Eles comemoram o encontro, mas na manhã seguinte, Jake diz a ele que o motivo de sua viagem não é rememorar a amizade deles.

## Elenco
- Ethan Hawke como Sheriff Jake
  - Jason Fernández como Jake (jovem)
- Pedro Pascal como Silva
  - José Condessa como Silva (jovem)
- Pedro Casablanc como um carpinteiro
- Manu Ríos como um cantor
- George Steane como Joe
- Sara Sálamo como Conchita
- Oihana Cueto como Calixta
- Daniela Medina como Patricia

## Produção
A fotografia principal ocorreu no sul da Espanha em agosto de 2022, na seção do Deserto de Tabernas em Almería. A Strange Way of Life é o título de um antigo fado português de Amália Rodrigues. As filmagens aconteceram com a própria produtora de Pedro Almodóvar, El Deseo, em conjunto com Yves Saint Laurent, cujo designer-chefe Anthony Vaccarello também foi produtor associado e figurinista do filme. Em setembro, Hawke confirmou, via Instagram, que a produção havia encerrado as filmagens. Almódovar trabalhou com colaboradores recorrentes como José Luis Alcaine (cinematografia) e Alberto Iglesias (música), enquanto Teresa Font assumiu a edição do filme.
Falando no podcast Dua Lipa, o diretor foi citado como tendo dito "é um faroeste queer, no sentido de que existem dois homens e eles se amam. É sobre masculinidade em um sentido profundo porque o faroeste é um gênero masculino. O que posso dizer sobre o filme é que ele tem muitos elementos do faroeste. Tem o pistoleiro, tem o rancho, tem o xerife, mas o que a maioria dos faroestes não tem é o tipo de diálogo que eu acho que um filme de faroeste nunca capturou entre dois homens."

## Lançamento
O filme estreou no Festival de Cannes de 2023 em 17 de maio de 2023. A BTeam lançará o filme nos cinemas espanhóis em 26 de maio de 2023.  A Mubi deve distribuir o filme na Itália e na América Latina, enquanto a Pathé o lançará no Reino Unido. A Sony Pictures Classics o lançará em todos os outros mercados, exceto França, Bélgica e Suíça, bem como nos mercados já adquiridos pela BTeam, Mubi e Pathé.

## Críticas
| Prêmio / Festival de Cinema  | Data da cerimônia  | Categoria  | Destinatário(s) | Resultado | Ref(s) |
| ---------------------------- | ------------------ | ---------- | --------------- | --------- | ------ |
| Festival de Cinema de Cannes | 27 de maio de 2023 | Queer Palm | Pedro Almodóvar | Pendente  | [ 16 ] |